# Aucula dolens
Aucula dolens är en fjärilsart som beskrevs av Druce 1904. Aucula dolens ingår i släktet Aucula och familjen nattflyn. Inga underarter finns listade i Catalogue of Life.